# チャイブ
チャイブ（英: Chives、学名: Allium schoenoprasum var. schoenoprasum）は、ヒガンバナ科ネギ属の葉菜または根菜。フランス名はシブレット（仏: Ciboulette）、イタリア名はチポリーナ（伊: Cipollina）、和名ではエゾネギ（蝦夷葱）、別名セイヨウアサツキ（西洋浅葱）ともよばれる。アサツキやネギのなかまのハーブで、デリケートな香りをもち、スープやサラダに使われる。
なお、アサツキ（A. schoenoprasum var. foliosum）はチャイブの変種である。

## 特徴
原産地はユーラシアといわれる。葉は細い円筒形で先がすぼまっている。ラッキョウに似た地下茎を持ち、鱗茎が分球して群生する。
形態的には細い青ネギやアサツキによく似ているが、アサツキが夏になると休眠することに対して、チャイブは冬に地上部は枯れるが休眠はしない。全体に、ほのかにニンニクのような香りがある。2年目以降の5月ごろに、花が咲く。花の色はピンク系である。
アサツキと混植すると交雑しやすく、容易に雑種が出来てしまうので注意が必要。繁殖はタネ、または株分けによって行える。

## 名称

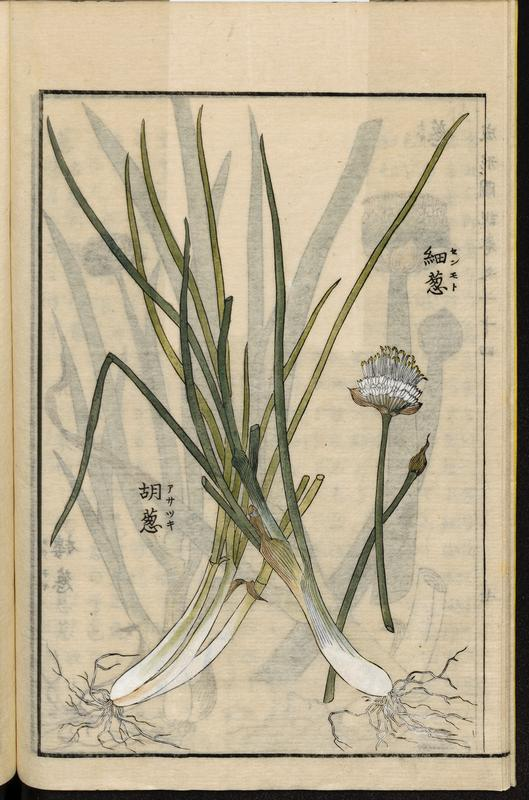
チャイブ、江戸時代の農業百科事典『成形図説』のイラスト（1804）

上記の通りセイヨウアサツキ、エゾネギなどの和名がある。
鱗茎が分球し群生するので、特に英語ではchivesと複数形で書かれる。

## 栽培
春に種をまき、初夏にかけて植え付け、盛夏から秋にかけて葉を収穫する。種はポットまきにして育苗する。本葉が3 - 4枚出てきたら、株間を30センチメートル (cm) ほどあけて定植する。植え付け後の2週間後に、軽く追肥を行い、株元に土寄せをする。葉を収穫するときは、草丈が20 cm以上に伸びたときに根元を少し残して切り取るようにする。収穫後もまた葉が伸びてくるので、一年で2、3回収穫できる。

## 利用
主に茎葉を食用にし、ハーブとして利用する。野菜としての旬は4 - 10月といわれ、根元から葉先まで瑞々しく、ハリのあるものが良品とされる。西洋料理では、主に刻んで料理の仕上げの風味づけ、青味に使われる。アサツキに似た姿をしているが、風味はアサツキよりもデリケートである。生のまま刻んでクリームチーズやバターと練り込んで風味づけに使ったり、スモークサーモン、サラダ、スープの浮身に散らす使い方が一般的である。卵との相性も良く、オムレツの具や飾りにも使われる。ピンク色の花（ネギ坊主）もエディブルフラワーとして食べることができ、料理に添えて飾ったり、刻んで加えたりして利用する。
栄養価は、β-カロテン、カルシウムが豊富である。カロテンを豊富に含む緑黄色野菜で、油で炒めてから使うと体内でのカロテン吸収がよい。
ネギやニンニクのような芳香成分（硫化アリル）を多く含むことから、ネギと同じ芳香を持つ。硫化アリルにはビタミンB1と結合して、糖質をエネルギーに変えやすくする作用がある。また薬味として取ると食欲増進効果がある。